# Gryllotalpa stepposa
Gryllotalpa stepposa is een rechtvleugelig insect uit de familie veenmollen (Gryllotalpidae). De wetenschappelijke naam van deze soort is voor het eerst geldig gepubliceerd in 1991 door Zhantiev.